# Rois fainéants
 (avril 2024).
Si vous disposez d'ouvrages ou d'articles de référence ou si vous connaissez des sites web de qualité traitant du thème abordé ici, merci de compléter l'article en donnant les références utiles à sa vérifiabilité et en les liant à la section « Notes et références ».

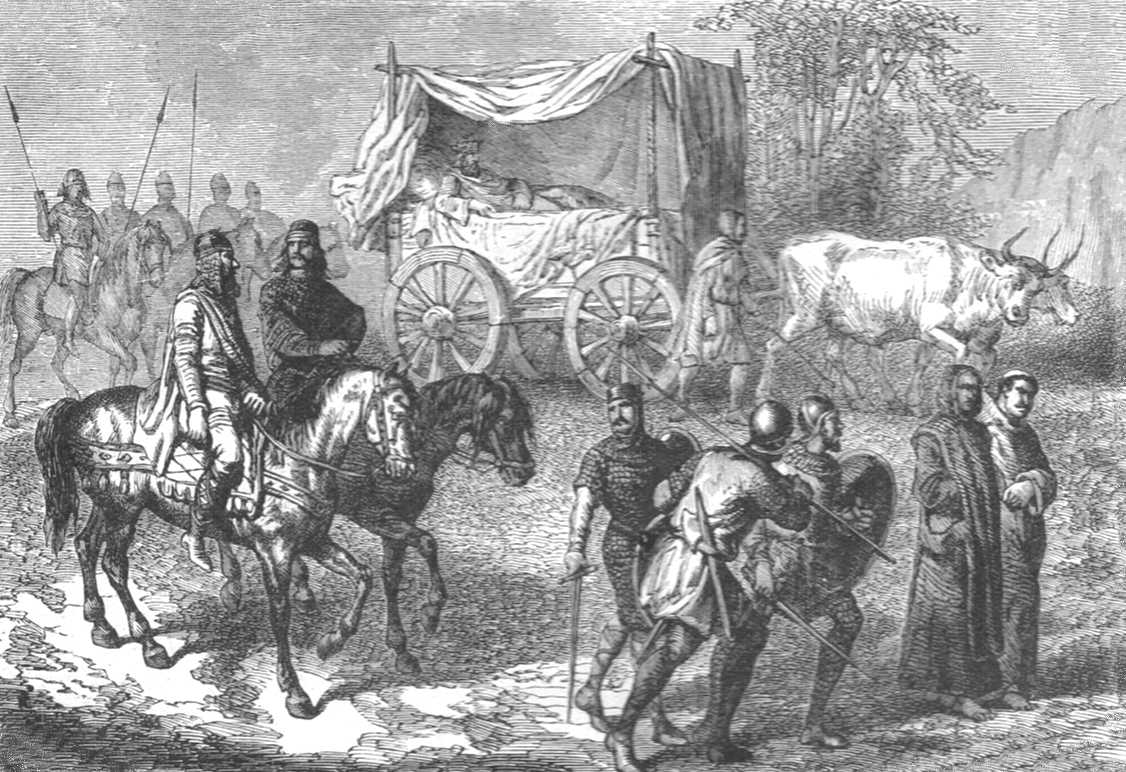
Les manuels d'histoire de la Troisième République ont popularisé une image d'Épinal des rois mérovingiens allongés dans leurs chars à bœufs.

L'appellation de « rois fainéants » (littéralement rois qui ne font rien, « fait néant ») a été attribuée, a posteriori, aux rois francs mérovingiens, succédant, à partir de 639, à Dagobert Ier. Cette appellation a été forgée par Eginhard, biographe de Charlemagne, dans sa Vita Karoli (Vie de Charlemagne), écrite au IXe siècle. Il légitimait ainsi la prise de pouvoir carolingienne, car, dit-il, les Mérovingiens « n'avaient plus de rois que le nom », n'ayant accompli aucune réforme au cours de leurs règnes (littéralement « ayant fait néant »). Cette légitimation idéologique incite « à nuancer le sentiment d'éclatement et de décadence » sous le règne de ces rois fainéants. 

## Historique
Cette fin de dynastie, marquée par des règnes parfois brefs de souverains souvent très jeunes, en conséquence des nombreuses querelles de succession selon certains (mais surtout à cause de la fragilité de leur vie), amena une période d'instabilité politique où le pouvoir fut usurpé par l'aristocratie, en particulier par les maires du palais, dont Charles Martel et Pépin le Bref.
À propos des « rois fainéants », le chroniqueur Erchambert écrit : « Selon qu'il avait été établi, on leur donnait une abondante nourriture et on exerçait sur eux une perpétuelle surveillance, de peur qu'ils ne fissent quelque acte de pouvoir ». Sigebert de Gembloux ajoute : « ces rois ne régnaient que de nom ; c'était leur usage de remplir le rang que leur donnait leur naissance, mais de ne rien faire ou résoudre, sinon de manger et de boire déraisonnablement, de demeurer en leur maison, de présider aux assemblées des calendes de mai, en face de toute la nation, de saluer et d'être salué, de recevoir et de rendre des présents, et de la sorte d'aller vivre seuls jusqu'au Champ de Mai suivant ».
Le premier roi qualifié par la suite de « fainéant » fut Thierry III (673-691), qui se laissa gouverner d'abord par Ébroïn puis par Pépin de Herstal (son père Clovis II et son frère aîné Clotaire III ont bénéficié de reines fortes et de maires du palais respectueux de l'autorité mérovingienne, et son autre frère Childéric II s'était montré particulièrement caractériel). Les suivants furent Clovis IV, Childebert III, Dagobert II, Chilpéric II, Thierry IV et enfin Childéric III.[réf. nécessaire]
L'époque des rois fainéants s'étira donc du début du règne de Thierry III à la fin de celui de Childéric III, de 673 à 751.
Pépin le Bref fut le dernier maire du palais. Il écarta Childéric III du trône et devint roi des Francs en 751, fondant ainsi la dynastie des Carolingiens. Son fils Charles, futur Charlemagne, engagea un brillant et rapide renouveau du royaume franc, ce qui fit paraître par contraste la fin de règne des Mérovingiens comme une période trouble de l'histoire des Francs. Les carolingiens ont utilisé les chroniqueurs de l'époque pour leur donner une image négative ; la nouvelle dynastie avait besoin de se montrer crédible pour conserver son pouvoir.
On a aussi surnommé le Fainéant Louis V, le dernier des rois carolingiens en France (986-987), uniquement pour la durée de son règne (un an seulement) alors qu'il se montrait plutôt offensif.

## Image d'Épinal
L'imagerie populaire, en particulier les républicains de l'époque de Jules Ferry, ont perpétué et accentué à travers l'école publique la perception négative de ces rois, se déplaçant dans de lourds chariots bâchés tirés par des bœufs. L'historiographie républicaine très hostile à la monarchie en fait des souverains paresseux confortablement allongés sur des coussins moelleux. En réalité, il s'agissait d'une coutume germanique : après son élection, le roi devait parcourir toutes ses terres à la rencontre de son peuple sur un char rituel.
« La lecture de cette période est particulièrement tributaire des sources carolingiennes, cherchant à légitimer rétrospectivement tant le principat de Charles Martel puis de Pépin, que le remplacement dynastique effectué par Pépin le Bref, couronné roi », ce qui incite « à nuancer le sentiment d'éclatement et de décadence » sous le règne des rois fainéants.
À l'époque contemporaine, Nicolas Sarkozy a semblé désigner ainsi, mais sans le nommer, son prédécesseur à la présidence de la République, Jacques Chirac. 

## Source partielle
- Marie-Nicolas Bouillet  et Alexis Chassang (dir.), « Rois fainéants » dans Dictionnaire universel d’histoire et de géographie, 1878 (lire sur Wikisource)